# Conus hilli
Conus hilli é uma espécie de gastrópode do gênero Conus, pertencente à família Conidae.